# Товари виробничого призначення
Товари виробничого призначення — товари, що купуються приватними особами або організаціями для дальшої переробки або використання в господарській діяльності, для перепродажу чи здавання в оренду.

## Класифікація
За роллю у виробництві:
- Капітальне майно включає в себе товари, які багаторазово використовуються у виробничому процесі, не змінюють свого вигляду і не стають частиною кінцевого продукту (будівлі, споруди, обладнання).
- Матеріали і деталі - це товари, повністю використовуються у виробництві, зазвичай вони змінюють свій фізичний вигляд і стають частиною кінцевої продукції (сировина, напівфабрикати, паливо, енергія, мастильні, пакувальні матеріали).
- Експлуатаційні запаси - це товари, необхідні для повсякденного функціонування фірми. Дуже схожі на допоміжні матеріали, але пов'язані в основному з адміністративною та ремонтною діяльністю (кошти і матеріали для прибирання та ремонту, канцелярське приладдя, обладнання адміністративних приміщень тощо)